# Polexima nigricollis
Polexima nigricollis is een keversoort uit de familie bladkevers (Chrysomelidae). De wetenschappelijke naam van de soort werd in 1907 gepubliceerd door Martin Jacoby.